# Kevin Ivison
Kevin Ivison (ur. w maju 1981 w Shrewsbury) – brytyjski oficer, uczestniczył jako saper w wojnie w Iraku, z której doświadczenia oraz leczenie się z wywołanego nią zespołu stresu pourazowego opisał w książce Saper.

## Życiorys
Pochodzi z wojskowej rodziny, jego ojciec służył w piechocie m.in. w Brytyjskiej Armii Renu. Kształcił się w Welbeck College, Królewskiej Akademii Wojskowej w Sandhurst, Cranfield University oraz King’s College London. W grudniu 2000 roku, kiedy wcielono go do Królewskiego Korpusu Logistycznego, został najmłodszym oficerem brytyjskiej armii. Od tamtej pory uczestniczył w operacjach antyterrorystycznych jako saper (British Army Ammunition Technical Officer ATO) w Irlandii Północnej, Afganistanie, Iraku i na Bałkanach. We wrześniu 2006 roku został odznaczony Medalem Jerzego za rozbrojenie bomby pod ostrzałem podczas misji w Iraku. Po odejściu z wojska, od kwietnia 2009 do września 2010, pracował dla Ministerstwa Obrony Wielkiej Brytanii. Obecnie prowadzi firmę konsultingową zajmującą się doradztwem wojskowym.

## Książka
W sierpniu 2010 nakładem wydawnictwa Weidenfeld & Nicolson, należącego do Orion Publishing Group, ukazała się jego książka, Saper, w której opisał swoje doświadczenia z licznych misji oraz zmaganie się ze stresem pourazowym (PTSD). „Autobiograficzna książka Kevina Ivisona to niesamowita spowiedź żołnierza, któremu wojna złamała psychikę. Autor krok po kroku śledzi swoje życie – od rozpoczęcia służby w wojsku do dramatycznej decyzji o odejściu. Zagląda do najskrytszych zakamarków swojej duszy. Przeprowadza wnikliwą analizę wydarzeń, które zaciążyły na jego życiu. Opisuje też stopniowe wychodzenie z mroku, czyli najtrudniejszą walkę, jaką do tej pory stoczył. Szansa na zwycięstwo pojawiła się jednak dopiero wówczas, gdy zrozumiał, że tej wojny nie można wygrać samemu i niezbędna jest pomoc specjalisty”. „Autor pokazuje bowiem, że w Iraku trwa prawdziwa wojna, a nie jakaś misja stabilizacyjna. Poza tym ukazuje bezduszność i brak pomocy ze strony armii dla żołnierzy, którzy ryzykowali życiem, a teraz zmagają się z problemami (dotyczy to również braków w wyposażeniu żołnierzy na misjach). To chyba pierwsza książka, której autor tak otwarcie mówi o problemach PTSD, często wyśmiewanych i porównywanych do zwykłego tchórzostwa”.

## Publikacje
- Red One: A Bomb Disposal Expert on the Front Line (2010, polskie wydanie: Saper. Prawdziwa opowieść o najbardziej ryzykownym zawodzie świata, tłum. Łukasz Müller, Znak Literanova 2013).